# فيليب بروكس (مدير فني)
فيليب بروكس (بالإنجليزية: Philip Brooks)‏ هو مدير فني أمريكي، ولد في 30 ديسمبر 1938 في أوسو في الولايات المتحدة.